# Vasile Șirli
Vasile Șirli (n. 25 septembrie 1948, Variaș, jud. Timiș) este un compozitor și producător muzical român de origine meglenoromână. Muzica lui se înscrie în genurile cunoscute sub numele de muzică ușoară, de film și de scenă (de teatru). Muzicianul a scris și un număr de lucrări de factură cultă.

## Primii ani, studii
Părinții lui Vasile se numesc Olimpia și Cristea Șirli și sunt la origine meglenoromâni din nordul Greciei (deși generațiile mai apropiate au trăit în Cadrilater). Părinții au fost receptivi la înclinarea micului Vasile pentru muzică, astfel încât i-au oferit lecții de vioară cu un instructor de origine germană din localitate. După încheierea ciclului primar, tânărul și-a continuat studiile la Liceul de Muzică și Arte Plastice din Timișoara, specializându-se pe instrumentul pian. În anul încheierii liceului, 1967, este admis în Conservatorul din București. Aici îi are ca profesori pe Tudor Ciortea (forme muzicale), Adrian Rațiu (armonie), Theodor Bălan (estetică) și Viorel Cosma (istoria muzicii). Va absolvi în 1972.

## Activitate

### În țară
Șirli s-a făcut remarcat pentru talentul și seriozitatea sa din anii de facultate, astfel încât în 1972 devine redactor la Editura Muzicală, unde va lucra până în 1980. În intervalul 1980–1984 este director artistic al casei de discuri unice Electrecord. Tot în 1980 devine membru al Biroului de muzică ușoară. Vasile Șirli realizează emisiuni radiofonice și albume discografice.
Compozitorul scrie muzică de film, de scenă, didactică și muzică ușoară. În 1977 este numit membru stagiar al Uniunii Compozitorilor și Muzicologilor din România, iar doi ani mai târziu devine membru permanent.

### În Franța
În 1986, Șirli se afla într-o vizită de lucru în Franța. A hotărât să se stabilească aici pentru a-i da posibilitatea unui nepot al său (de frate) să fie operat la Paris, în urma unui accident din timpul stagiului militar. Dincolo de apariția unor probleme cu autoritățile române, Șirli este nevoit să presteze în Franța diverse munci pentru a se putea întreține. În 1990 revine în lumea muzicală, primind postul de director al departamentului muzical al parcului Disneyland Resort Paris. În plus, devine membru definitiv al Societății autorilor, compozitorilor și editorilor muzicali (S.A.C.E.M.) și al Societății autorilor și compozitorilor dramatici (S.A.C.D.).

### Reluarea legăturii cu România
După 1989, Vasile Șirli a revenit în România în mai multe rânduri, unde a semnat muzica mai multor spectacole. Colaborează cu regizorul de teatru Silviu Purcărete.

## Viața personală
Ca urmare a deciziei de a rămâne în Franța în 1986, Șirli nu și-a putut vizita familia vreme de câțiva ani, reușind în cele din urmă să o aducă în Franța. Stabilirea sa în străinătate a dus și la confiscarea casei sale din București de către autorități.
Soția muzicianului se numește Adriana Șirli, doctor în muzicologie. Cei doi au o fată, Ruxandra, violonistă. Familia Șirli locuiește în prezent la Paris. În vizitele sale în România, compozitorul își vizitează de fiecare dată localitatea natală, Variaș, unde trăiesc tatăl și fratele său.

## Muzica ușoară - selecțiuni
„Fetița mea iși vede țara“, „Neîmplinitele iubiri“ - Mirabela Dauer, „Spune-mi“, „Zbor de cocori“ - Margareta Pâslaru, „Omleta din ouă de broască țestoasă“ - Angela Similea, „Strigături“, „Rug“ - Dida Drăgan

## Muzică de film
- Un echipaj pentru Singapore (1982)
- Vreau să știu de ce am aripi (1984)
- Glissando (1984)
- O lumină la etajul zece (1984)
- Furtună în Pacific (1986)
- Caravana cinematografică (2009)
- Undeva la Palilula (2012)

## Premii
Obține distincții în cadrul unor festivaluri și concursuri de muzică ușoară, precum: Mamaia, Bratislava, Montreux, Soci, Dresda, Tokyo. Obține în 1979 premiul Uniunii Compozitorilor și Muzicologilor din România pentru suita de cântece Astfel. În 1982, câștigă premiul ACIN pentru muzica filmului Un echipaj pentru Singapore, în regia lui Nicu Stan.